# The Best of Ricky Martin
The Best of Ricky Martin é o segundo álbum de grandes sucessos do cantor porto-riquenho Ricky Martin, lançado pela Columbia Records em 30 de outubro de 2001.
Trata-se da segunda coletânea do cantor lançada no mesmo, uma vez que La Historia foi lançada em fevereiro do mesmo ano. As duas compilações diferem-se pelo fato de The Best of Ricky Martin incluir apenas faixas cantadas em língua inglesa, ao passo que La Historia inclui apenas os sucessos de Martin cantados em espanhol, mesmo os singles que fizeram mais sucessos em inglês.
Da mesma forma que a compilação anterior, o álbum não traz nenhuma canção inédita. Ao invés disso as faixas "María", "Amor" e "Loaded", vem em versões remixadas, "Nobody Wants to Be Lonely" traz a versão remix na qual Martin faz dueto com a cantora estadunidense Christina Aguilera e "Spanish Eyes"/"Lola, Lola" é  aversão gravada ao vivo do álbum de vídeo One Night Only.

## Singles
"Amor", faixa incluída originalmente em Sound Loaded, de 2000, foi lançada como o primeiro single. Na compilação a música foi incluída numa versão remix intitulada "New Remix by Salaam Remi". O maxi-single inclui quatro remix, além da versão original de 2000, a saber: 1. "Amor" (Salaam Remi's Chameleon Remix) – 3:25; "Amor" (Jonathan Peters' Remix) – 3:34; "Amor" (Album Version) – 3:27; e "Megamix by Jonathan Peters" ("María/Livin' la Vida Loca/The Cup of Life/She Bangs") – 4:16. Atingiu a posição de número 82 na parada musical oficial da Suíça.
"Come to Me" foi lançada como segundo single. O single físico traz "Livin' la Vida Loca" como B-side. Atingiu a posição de número 92 parada musical holandesa, único país onde foi lançada comercialmente.

## Recepção crítica
As resenhas dos críticos especializados em música foram, em maioria, favoráveis. Heather Phares, do site AllMusic, avaliou com quatro estrelas de cinco e escreveu que "embora não se aprofunde muito nos álbuns de Martin no início dos anos 90, The Best of Ricky Martin traz uma visão geral, prática e concisa das canções que o tornaram um superastro".

## Desempenho comercial
Comercialmente, tornou-se mais um êxito na carreira do cantor. Alcançou a posição de número sete na Dinamarca, número doze na Holanda e Itália, numero dezessete na Finlândia, e número vinte e cinco na Austrália. No Reino Unido, chegou à posição quarenta e dois. Recebeu certificados de disco de platina na Austrália, e de ouro no Reino Unido, na Finlândia e na Dinamarca. No Reino Unido, vendeu 177,064 cópias até julho de 2011.

## Lista de faixas
- Créditos adaptados dos encartes do CD (japonês) e da edição CD/VCD de The Best of Ricky Martin.[4][22]

| The Best of Ricky Martin – Edição padrão |                                                                   |                                                               |                                                            |         |  |
| N.º                                      | Título                                                            | Compositor(es)                                                | Produtor(es)                                               | Duração |  |
| 1.                                       | "Livin' la Vida Loca"                                             | Rosa Desmond Child Escolar                                    | Child Rosa                                                 | 4:03    |  |
| 2.                                       | "María" (Pablo Flores Spanglish Radio Edit)                       | Ian Blake Luis Gómez Escolar K. C. Porter                     | Porter Blake Pablo Flores Javier Garza                     | 4:30    |  |
| 3.                                       | "She Bangs"                                                       | Rosa Afanasieff Child Glenn Monroig Julia Sierra Daniel López | Rosa Afanasieff Child                                      | 4:40    |  |
| 4.                                       | "Private Emotion" (com Meja)                                      | Eric Bazilian Rob Hyman                                       | Child Rosa                                                 | 4:01    |  |
| 5.                                       | "Amor" (New Remix by Salaam Remi)                                 | Rosa Randall Barlow Liza Quintana                             | Rosa Barlow Emilio Estefan Jr. Salaam "The Chameleon" Remi | 3:25    |  |
| 6.                                       | "The Cup of Life" (La Copa de la Vida) (Original English Version) | Rosa Child Escolar                                            | Rosa Child                                                 | 4:34    |  |
| 7.                                       | "Nobody Wants to Be Lonely" (com Christina Aguilera)              | Child Victoria Shaw Gary Bur Martin López                     | Afanasieff                                                 | 4:11    |  |
| 8.                                       | "Spanish Eyes"/"Lola, Lola" (Música do vídeo One Night Only)      | Rosa Child Escolar Porter                                     | Child Rosa Porter                                          | 5:44    |  |
| 9.                                       | "She's All I Ever Had"                                            | Rosa George Noriega Jon Secada                                | Secada Noriega Rosa Emilio Estefan Jr. Afanasieff          | 4:55    |  |
| 10.                                      | "Come to Me"                                                      | Rosa David Resnik James Goodwin                               | Noriega Estefan Jr.                                        | 4:33    |  |
| 11.                                      | "Amor" (New Remix by Jonathan Peters)                             | Rosa Barlow Quintana                                          | Rosa Barlow Estefan Jr. Jonathan Peters Tony Coluccio      | 3:34    |  |
| 12.                                      | "Loaded" (George Noriega Radio Edit)                              | Rosa Noriega Secada                                           | Rosa Noriega Estefan Jr.                                   | 3:49    |  |
| 13.                                      | "Shake Your Bon-Bon"                                              | Rosa Noriega Child                                            | Noriega Rosa Estefan Jr.                                   | 3:12    |  |
| 14.                                      | "Be Careful" (Cuidado Con Mi Corazón) (com Madonna)               | Madonna William Orbit                                         | Madonna Orbit                                              | 4:02    |  |
| Duração total:                           | Duração total:                                                    | Duração total:                                                | Duração total:                                             | 56:59   |  |

| The Best of Ricky Martin – Faixa bônus da edição japonesa |                                                                                            |                |                |         |  |
| N.º                                                       | Título                                                                                     | Compositor(es) | Produtor(es)   | Duração |  |
| 17.                                                       | "Megamix by Jonathan Peters" ("María"/"Livin' la Vida Loca"/"The Cup of Life"/"She Bangs") |                |                | 4:16    |  |
| Duração total:                                            | Duração total:                                                                             | Duração total: | Duração total: | 61:15   |  |

| The Best of Ricky Martin – VCD bônus da edição limitada: MTV presents Ricky Martin "Live and Loaded" |                                          |         |  |
| N.º                                                                                                  | Título                                   | Duração |  |
| 1.                                                                                                   | "Fanatic: Ricky Meets and Greets"        |         |  |
| 2.                                                                                                   | "She Bangs"                              |         |  |
| 3.                                                                                                   | "Loaded"                                 |         |  |
| 4.                                                                                                   | "Livin' la Vida Loca"                    |         |  |
| 5.                                                                                                   | "María"                                  |         |  |
| 6.                                                                                                   | "La Copa de la Vida" (Spanglish Version) |         |  |

## Tabelas
| País/Parada (2000)              | Melhor posição |
| ------------------------------- | -------------- |
| Alemanha (Top 100 Albums)       | 29             |
| Austrália (ARIA)                | 25             |
| Áustria (Ö3 Austria)            | 39             |
| Bélgica (Ultratop)              | 48             |
| Dinamarca (Hitlisten)           | 7              |
| Escócia (OCC)                   | 44             |
| Finlândia (IFPI Finlândia)      | 17             |
| Irlanda (IRMA)                  | 57             |
| Itália (FIMI)                   | 12             |
| Japão (Oricon)                  | 50             |
| Países Baixos (MegaCharts)      | 12             |
| Reino Unido (OCC)               | 42             |
| Suíça (Schweizer Hitparade)     | 26             |
| União Europeia (Top 100 Albums) | 38             |

| País/Parada (2000)    | Melhor posição |
| --------------------- | -------------- |
| Dinamarca (Hitlisten) | 47             |
| Itália (Hit Parade)   | 74             |
| Reino Unido (OCC)     | 141            |

## Certificações e vendas
| País (Empresa)             | Certificação | Vendas certificadas |
| -------------------------- | ------------ | ------------------- |
| Austrália (ARIA)           | Platina      | 70,000              |
| Dinamarca (IFPI Dinamarca) | Ouro         | 25,000              |
| Finlândia (IFPI Finlândia) | Ouro         | 15,000              |
| Reino Unido (BPI)          | Ouro         | 100,000             |

## Histórico de lançamento
| Região | Data                   | Gravadora          | Formato | Nº de catálogo | Refs.  |
| ------ | ---------------------- | ------------------ | ------- | -------------- | ------ |
| Japão  | 14 de novembro de 2001 | Epic Records Int'l | CD      | EICP-15        | [ 34 ] |
| Japão  | 21 de dezembro de 2016 | Epic Records Int'l | CD      | SICP-5225      | [ 35 ] |
| Japão  | 13 de março de 2019    | Epic Records Int'l | CD      | SICP-6055      | [ 36 ] |